# Grattacieli più alti d'Europa

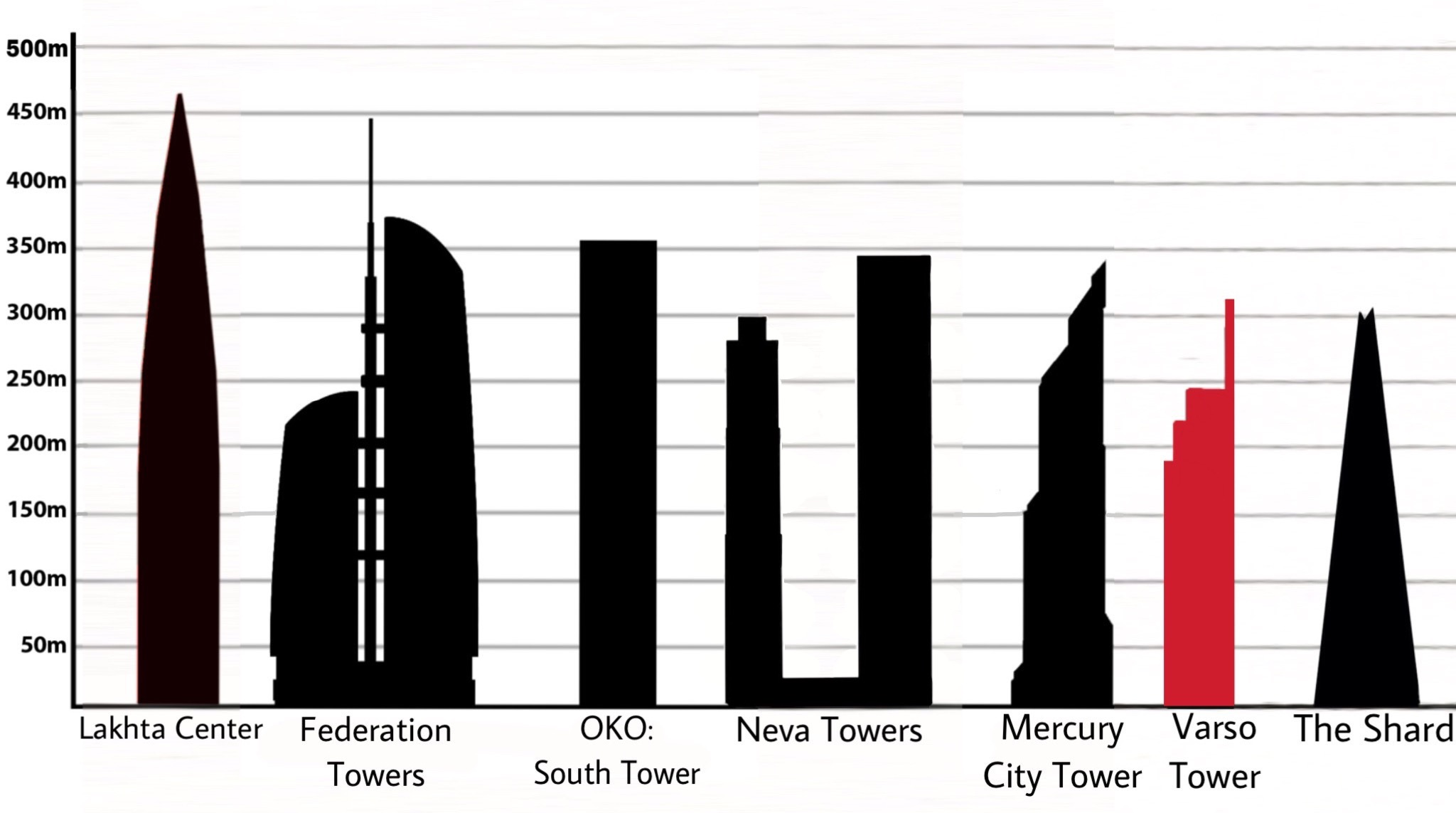
Grattacieli più alti d'Europa

Questa lista dei grattacieli più alti d'Europa elenca gli edifici europei con altezza di almeno 160 metri. La lista include solo gli edifici ultimati o in corso di costruzione, ma che hanno già raggiunto la massima altezza strutturale.
Nell'ambito europeo, alcune città si distinguono per numero di grattacieli o per le notevoli altezze raggiunte da questi; da ricordare in particolare Mosca, Londra, Madrid, Varsavia, Francoforte, Milano e Parigi. Attualmente, il grattacielo più alto d'Europa è il Lachta-centr di San Pietroburgo, che raggiunge i 462,5 metri su 87 piani.

## Galleria d'immagini

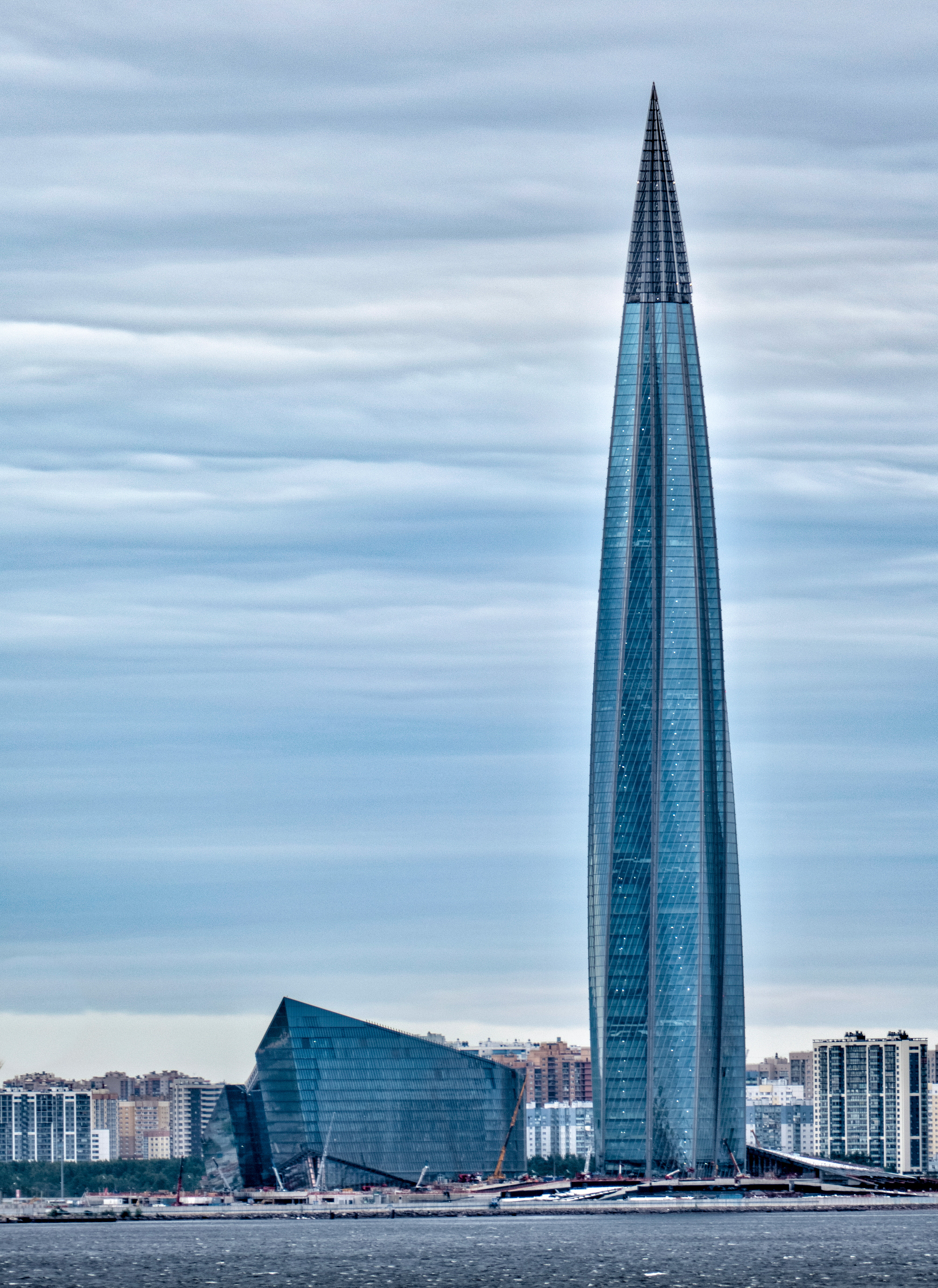
San Pietroburgo (Lachta-centr), Russia.
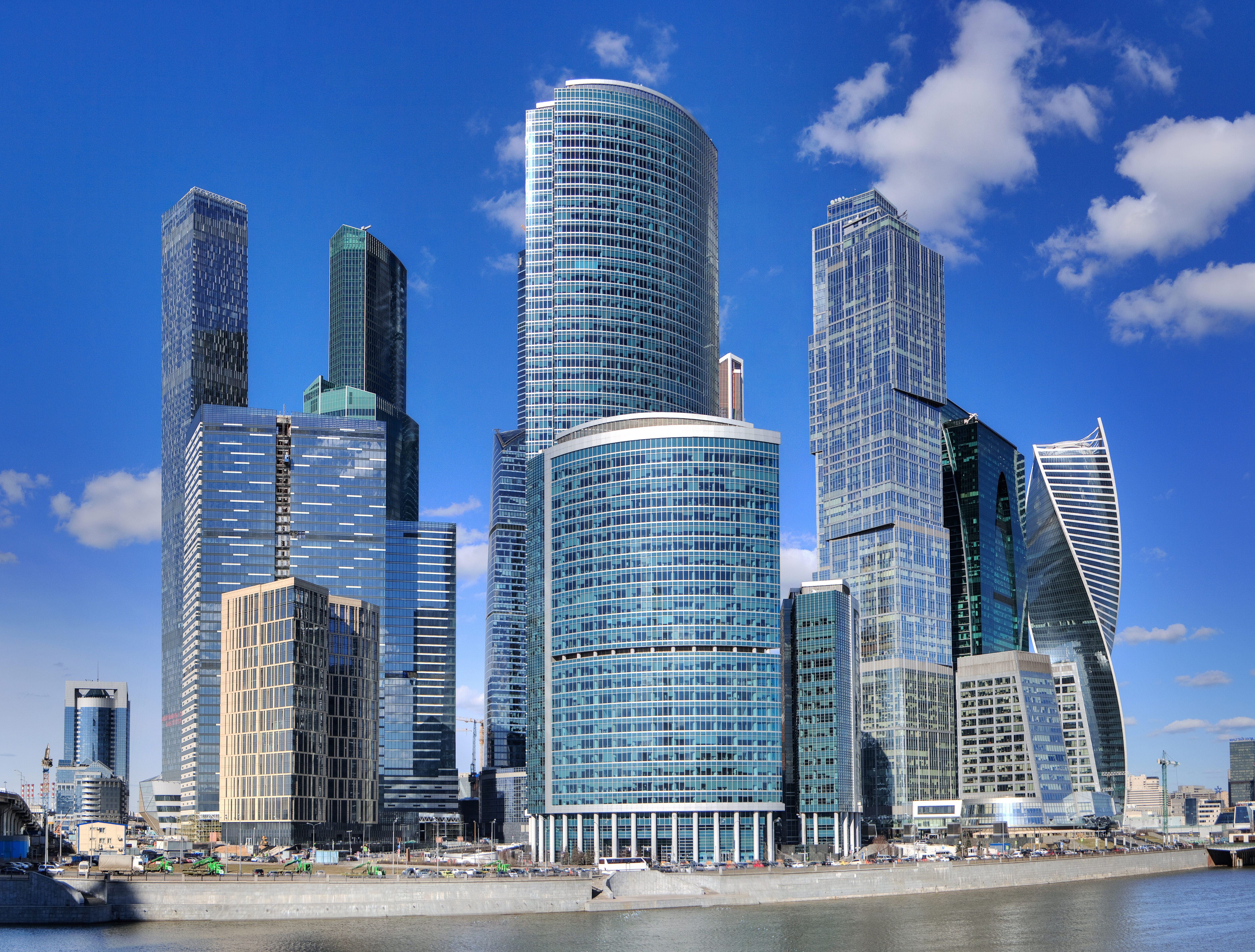
Mosca Russia
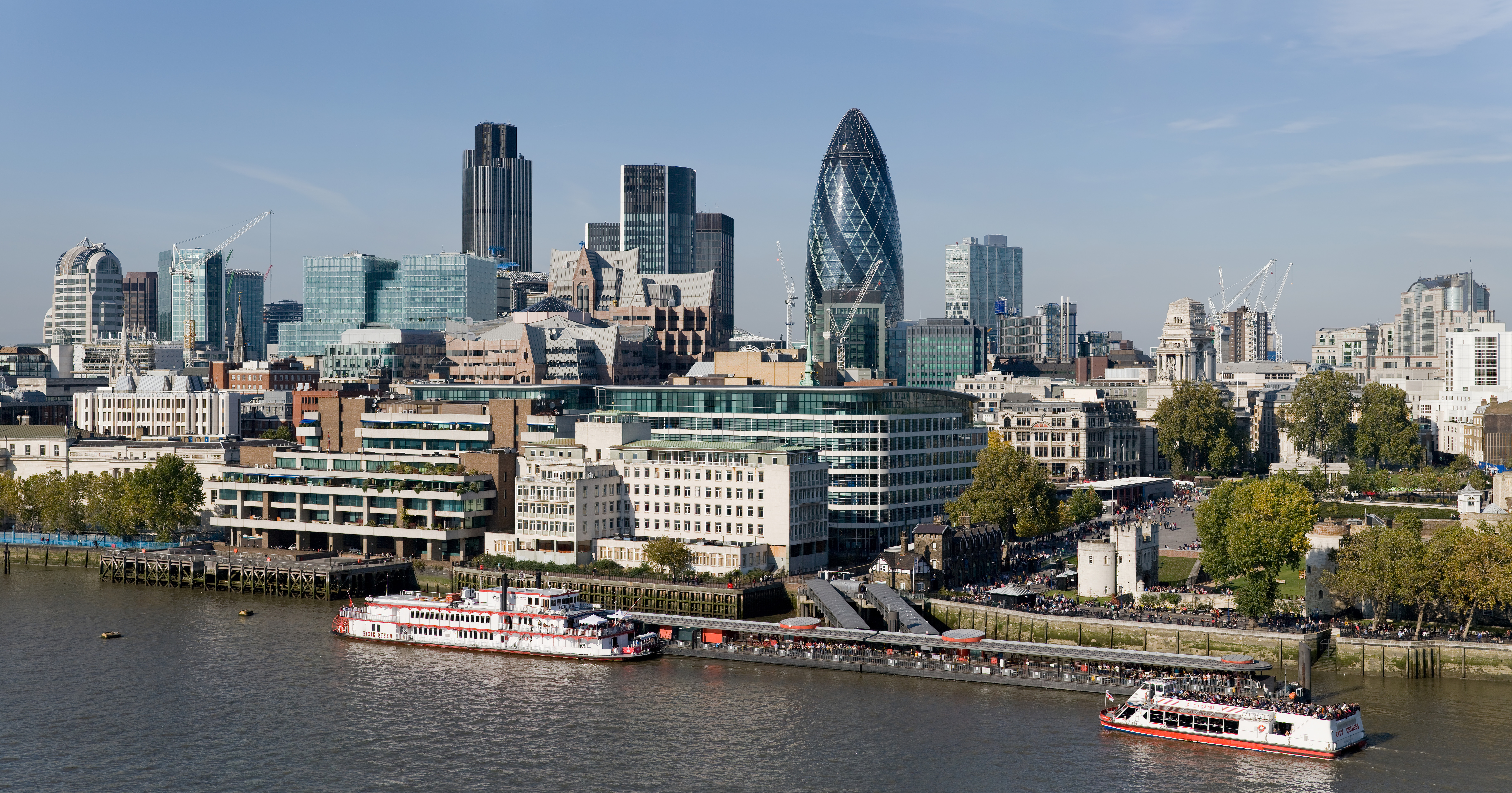
Londra (City), Regno Unito.
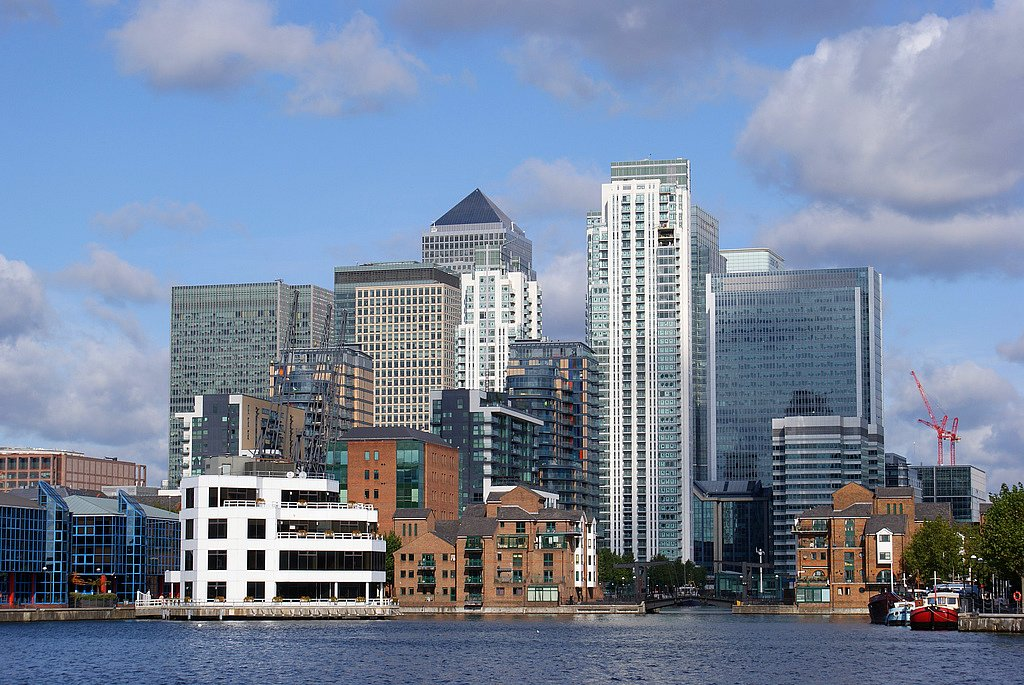
Londra (Canary Wharf), Regno Unito.
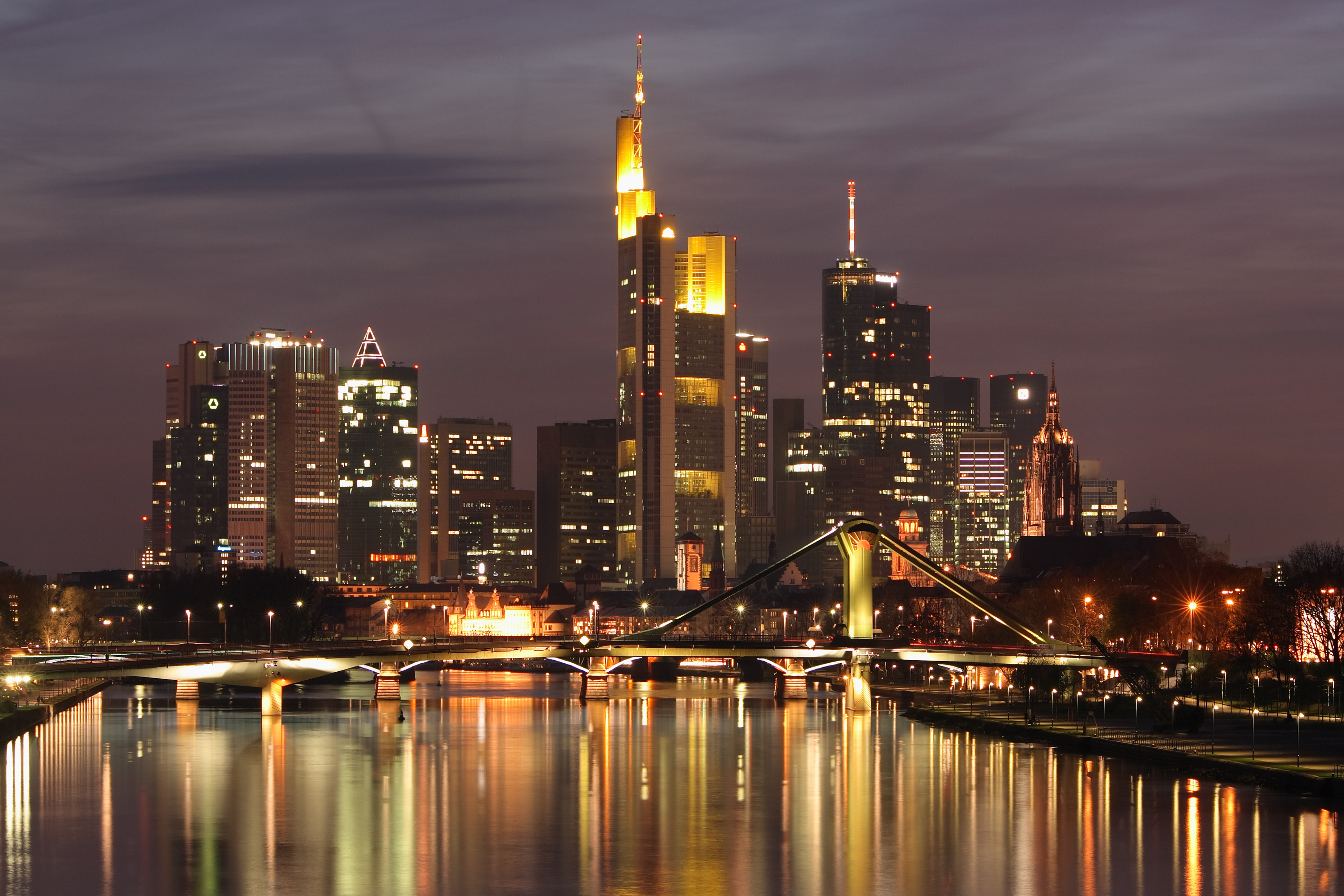
Francoforte, Germania.
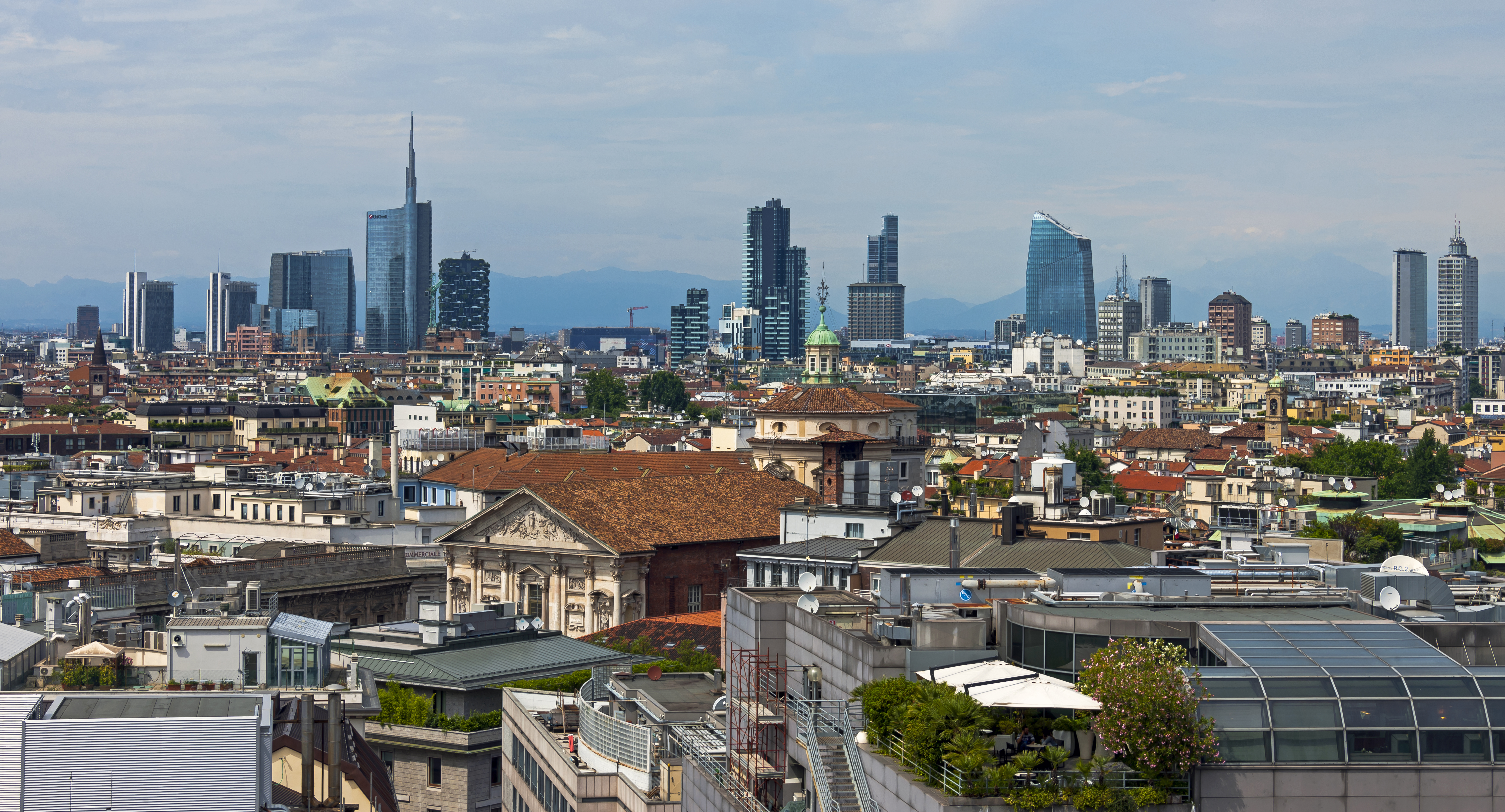
Milano (Porta Nuova), Italia.
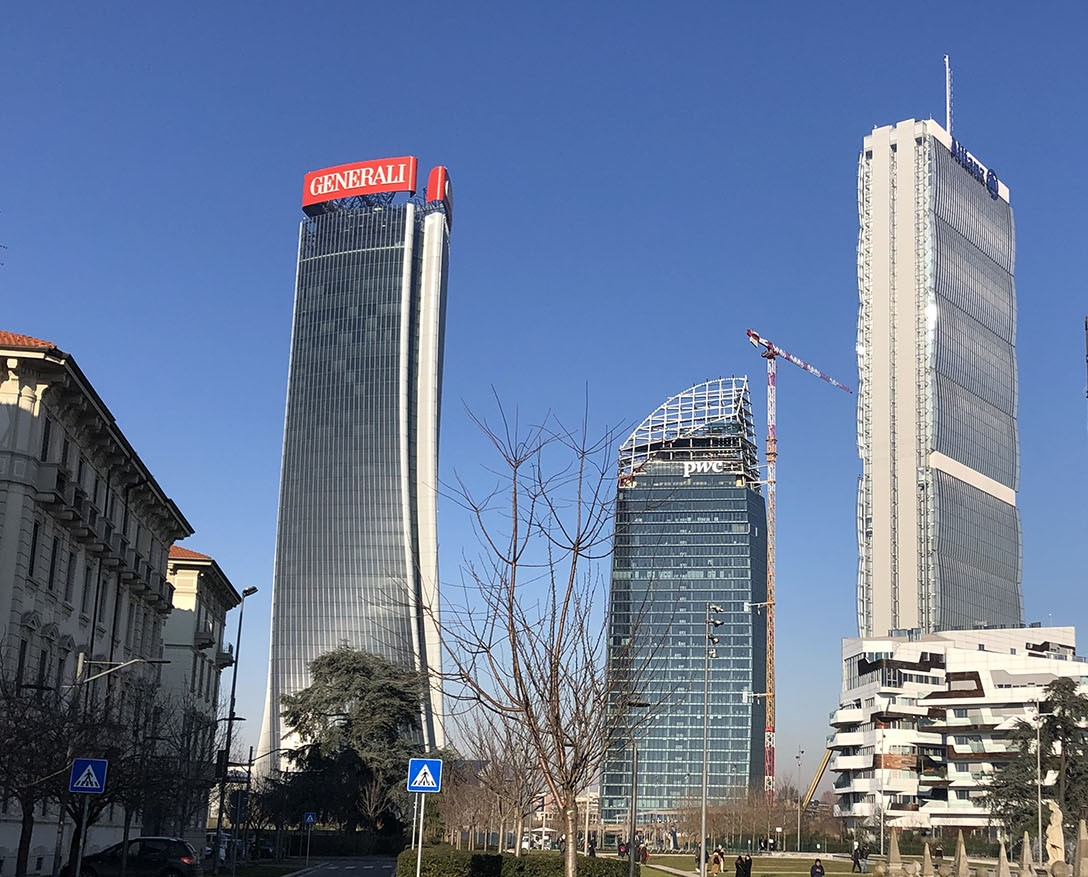
Milano (CityLife), Italia.
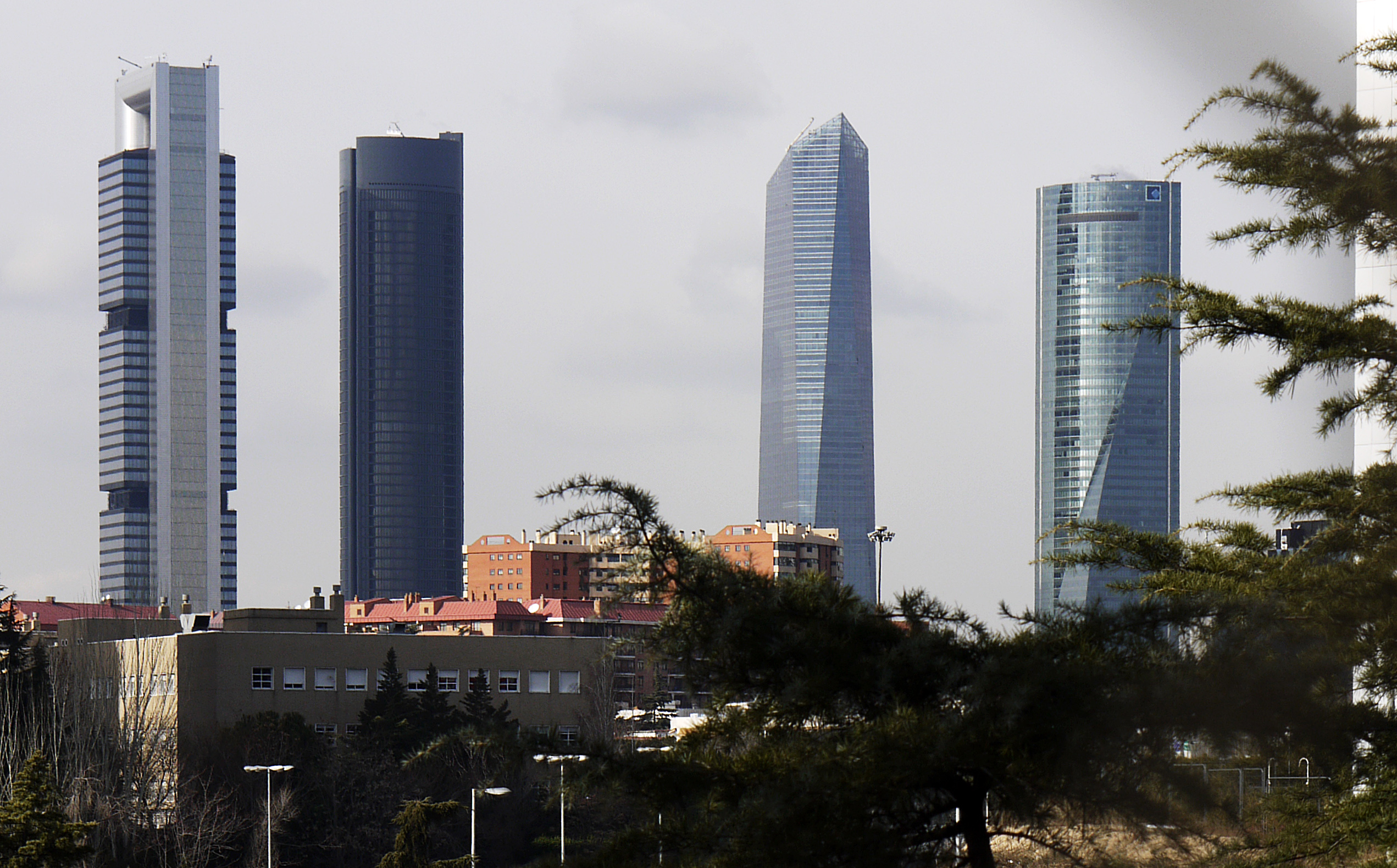
Madrid (Cuatro Torres Business Area), Spagna.
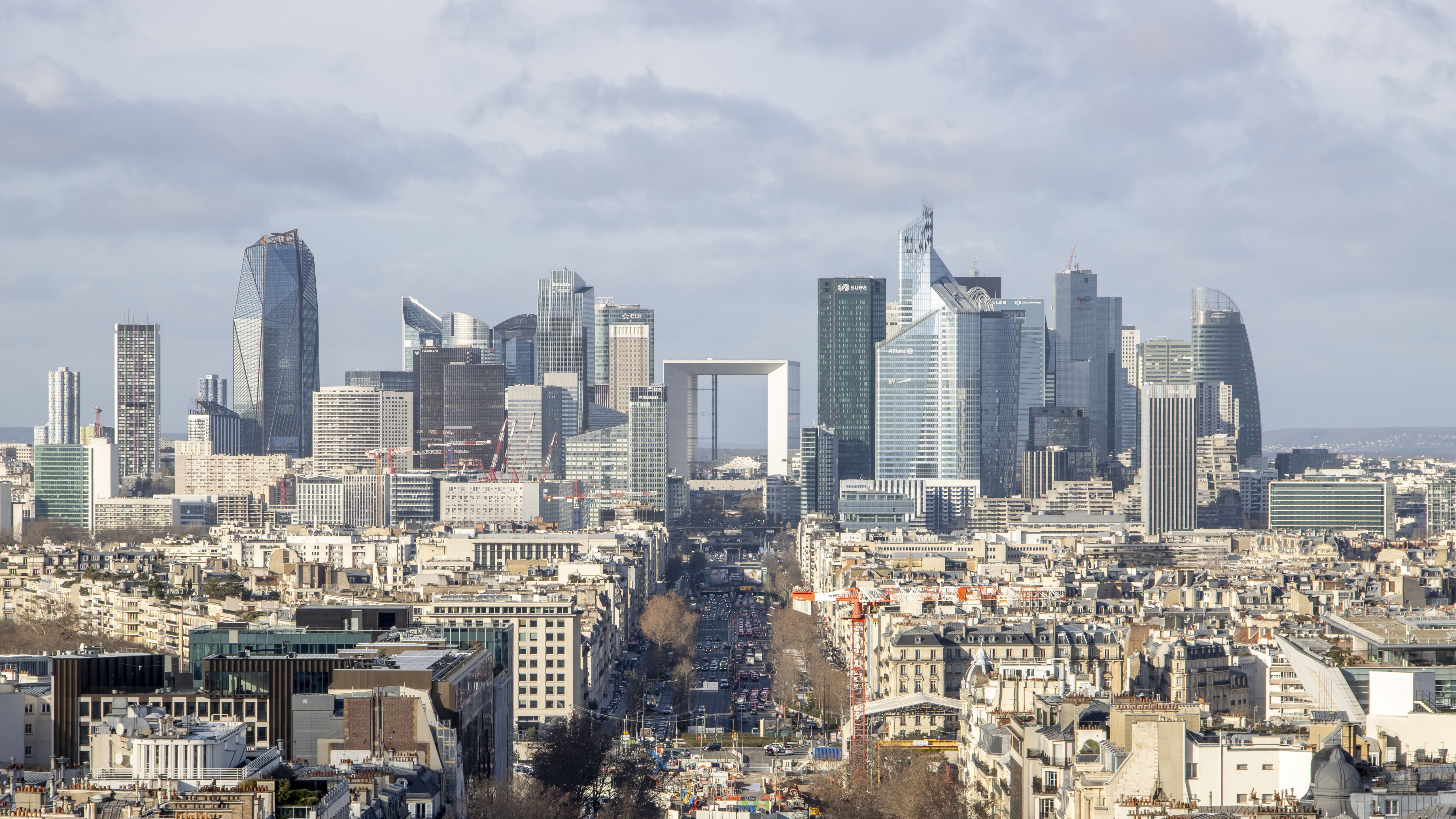
Parigi (La Défense), Francia.
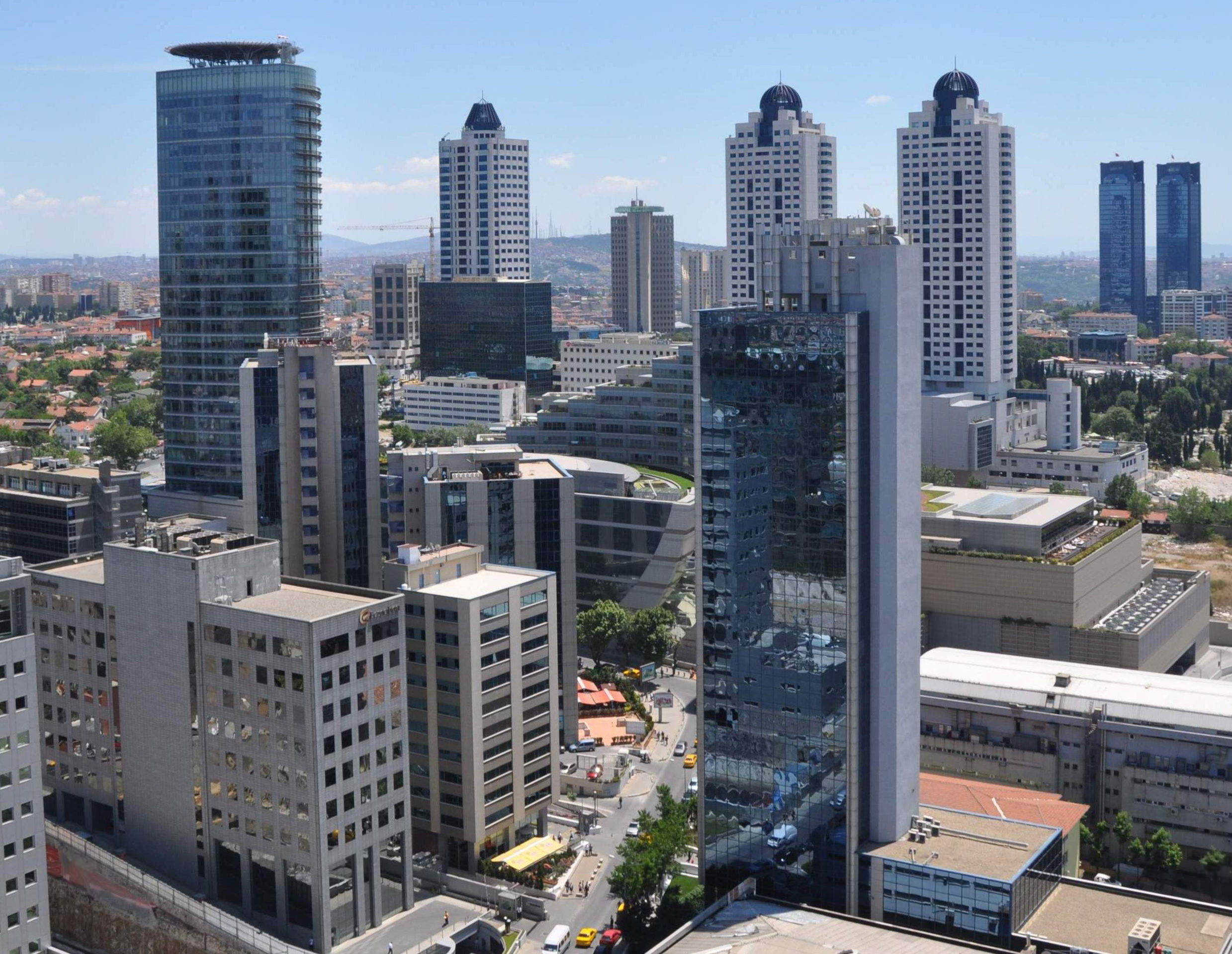
Istanbul (Levent), Turchia.
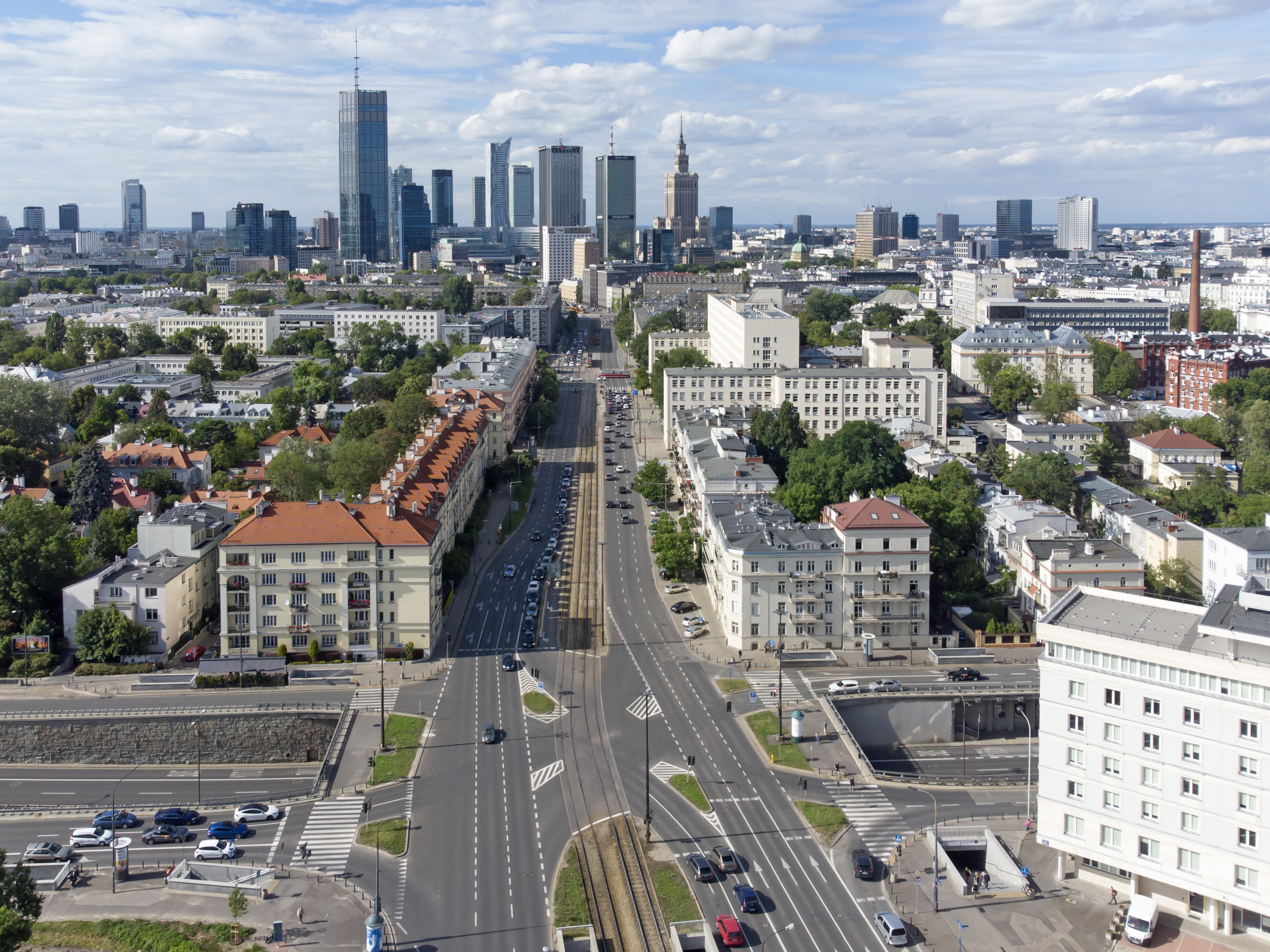
Varsavia, Polonia.
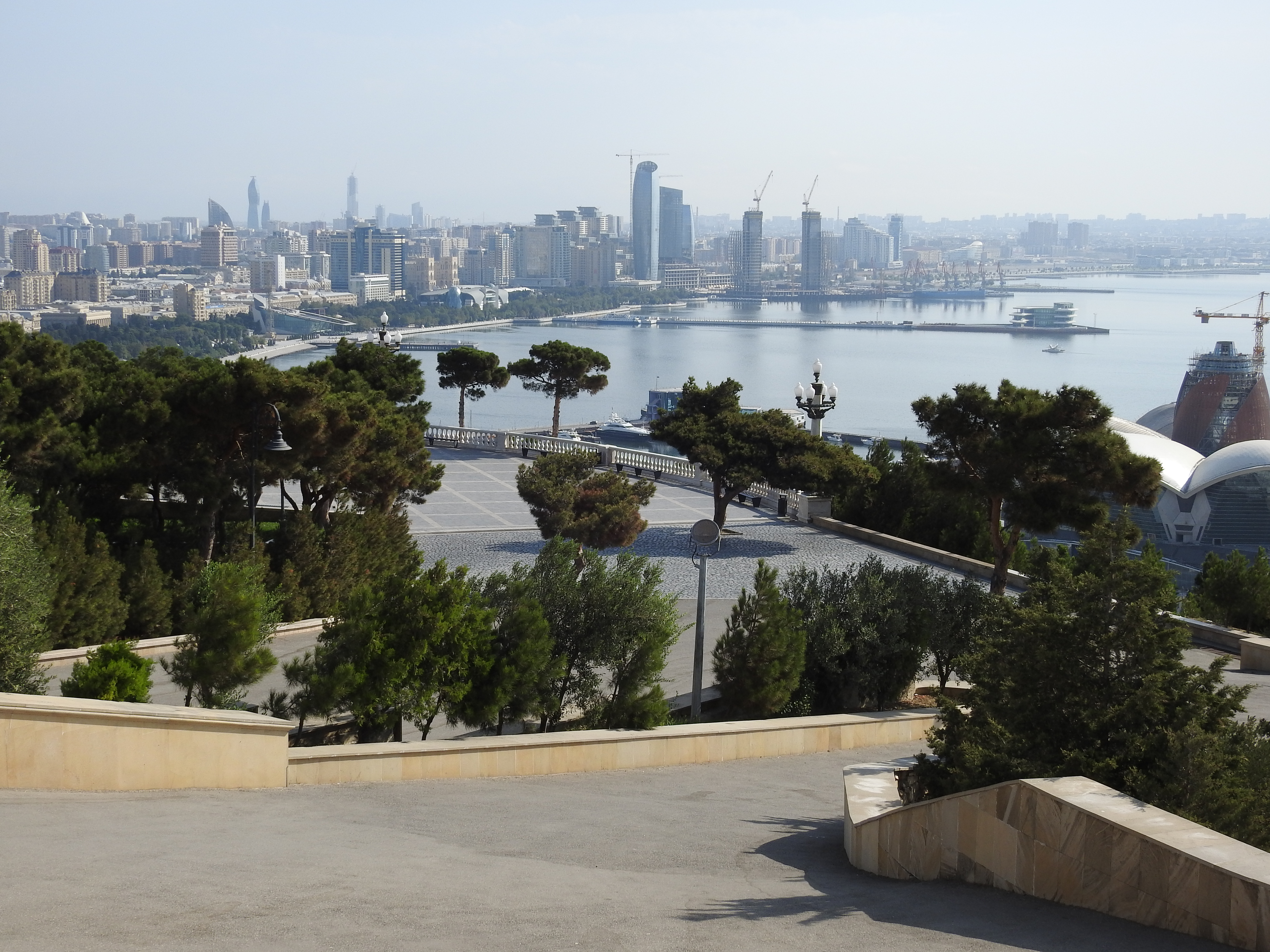
Baku, Azerbaigian.
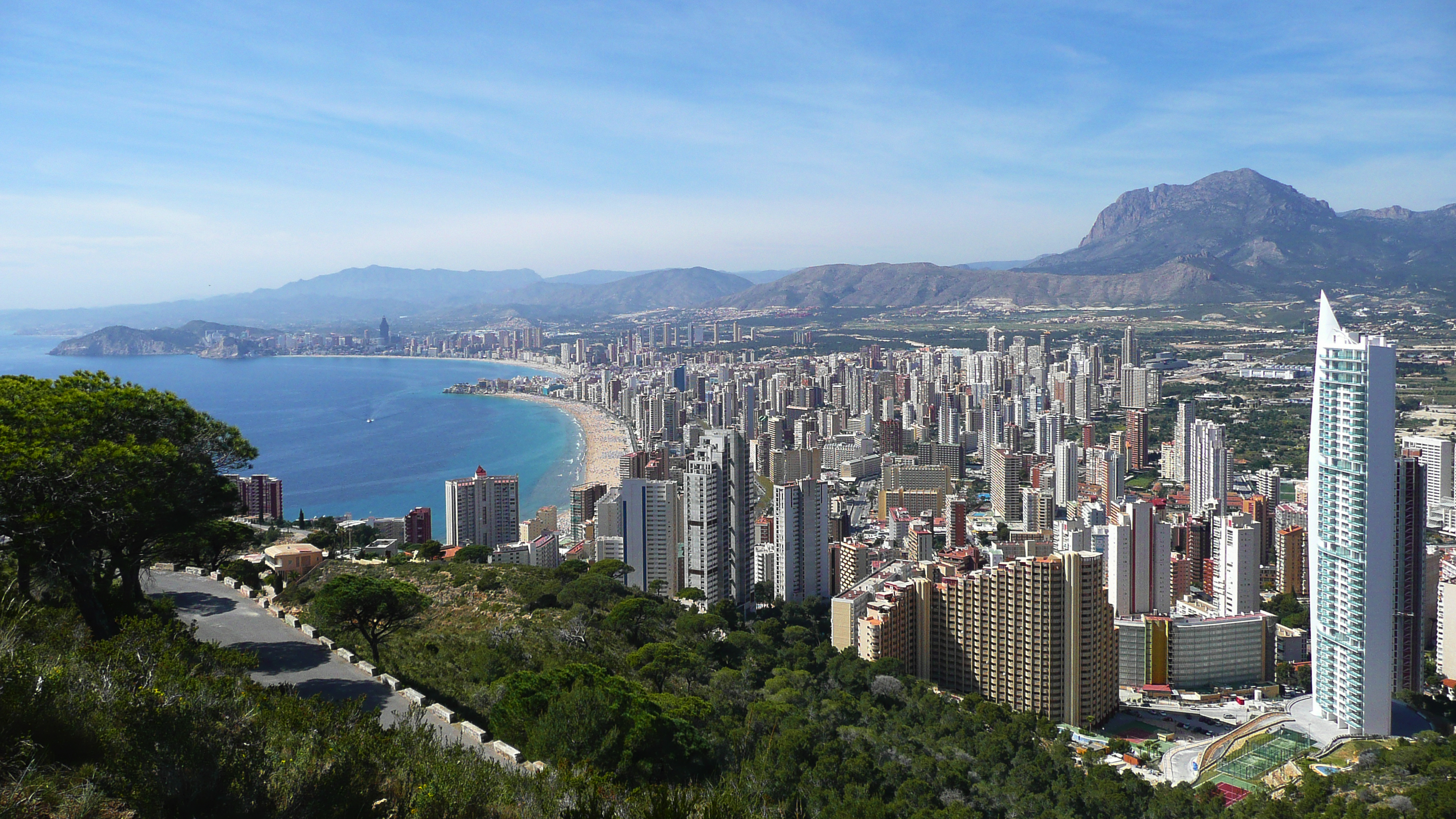
Benidorm, Spagna.
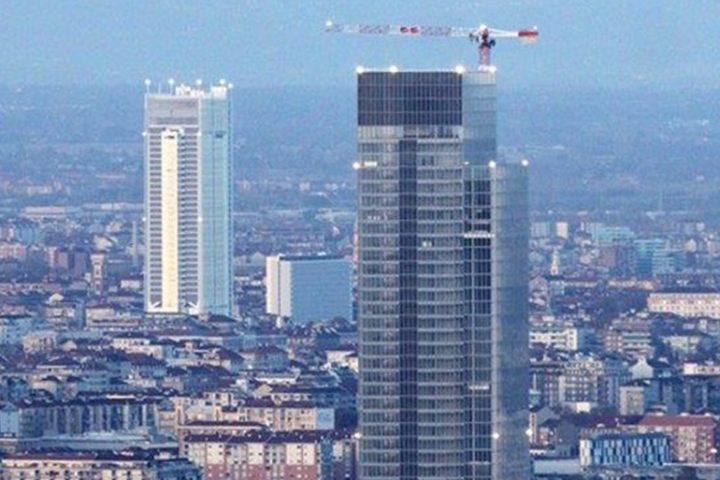
Torino, Italia.
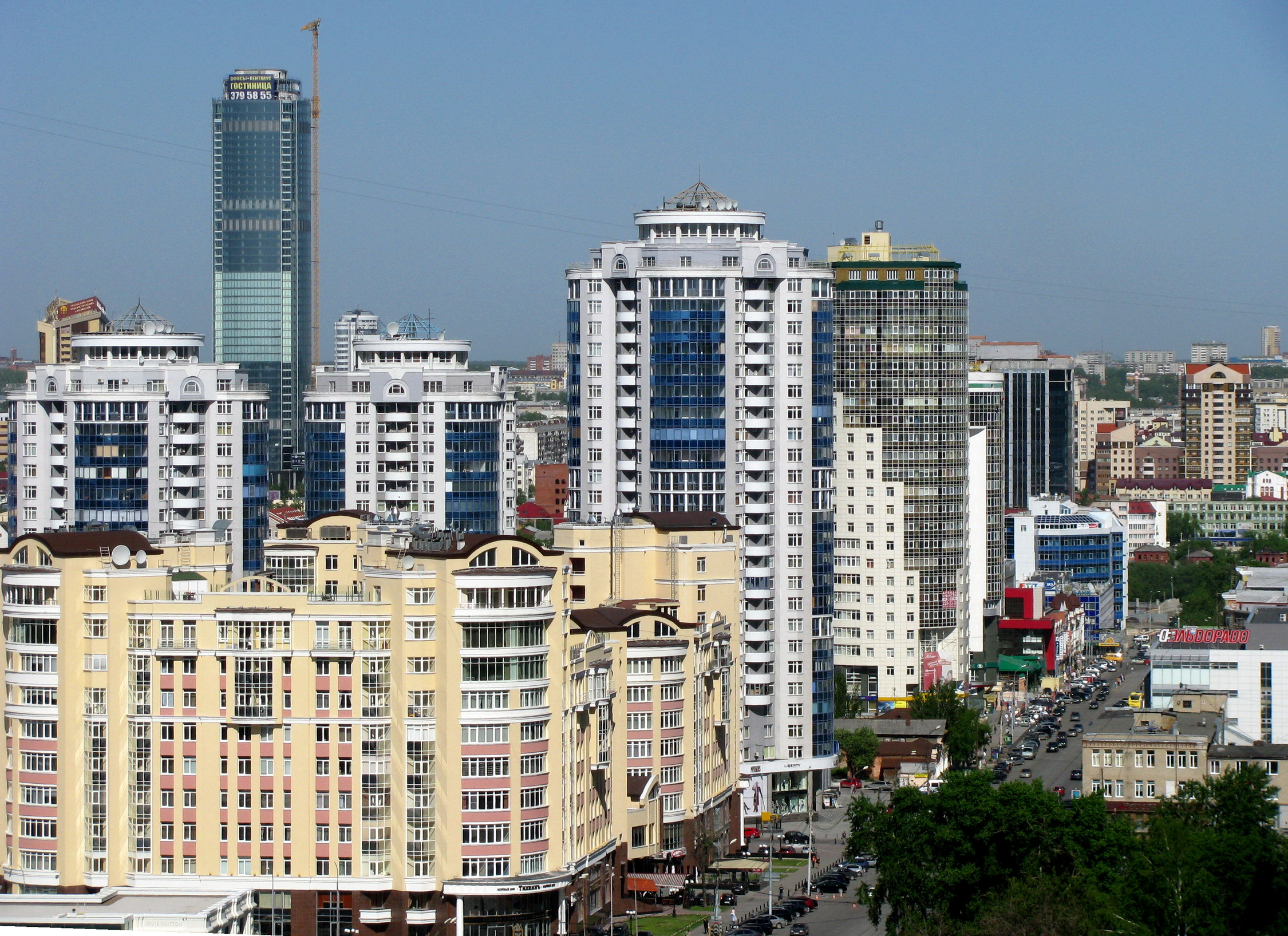
Ekaterinburg, Russia.
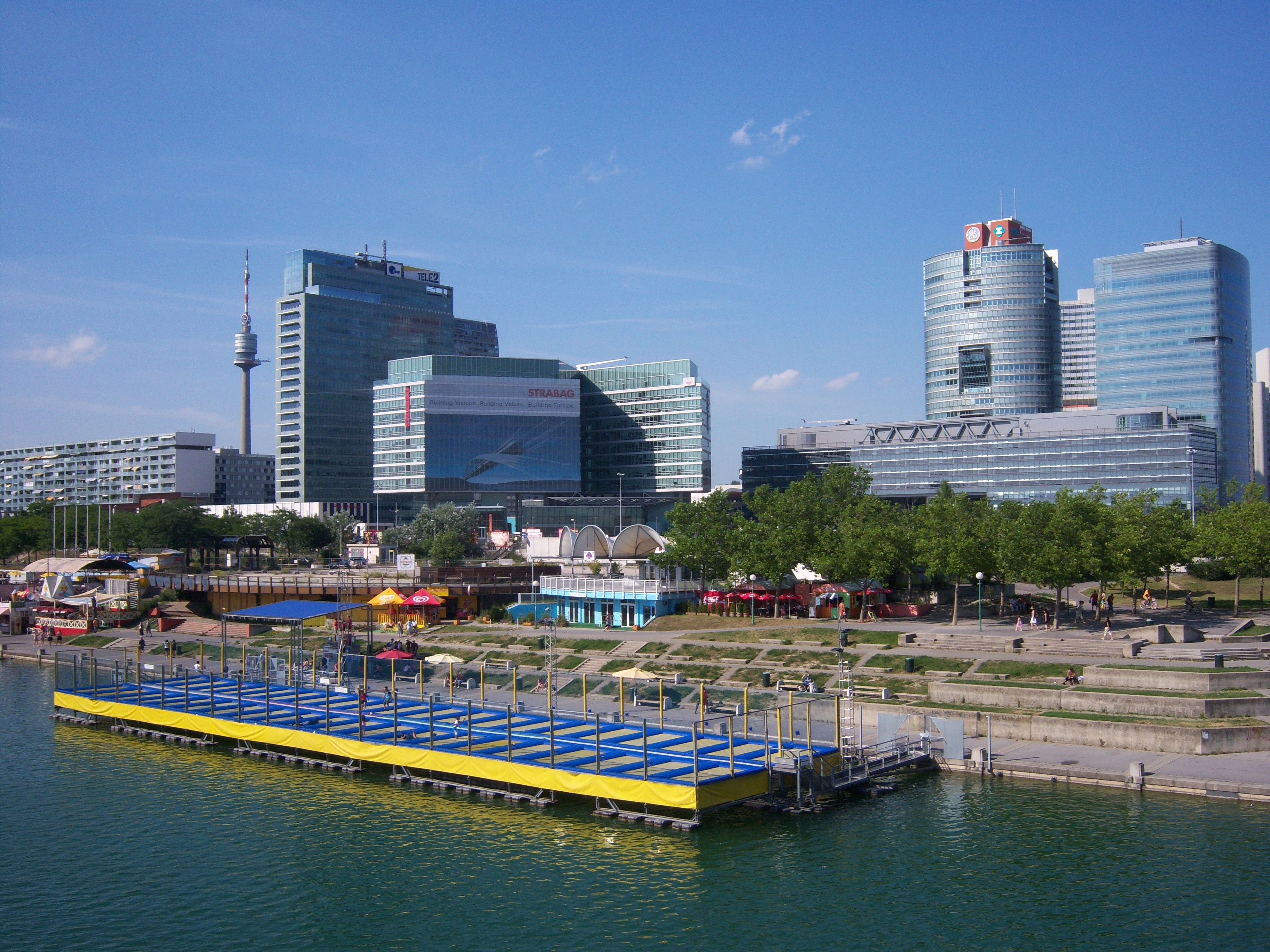
Vienna, Austria.
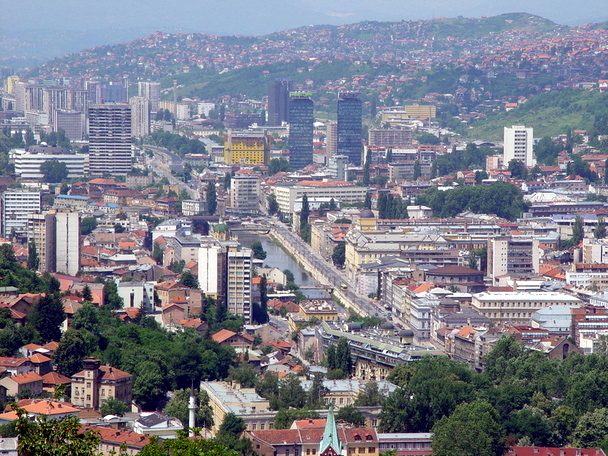
Sarajevo, Bosnia ed Erzegovina.

## Grattacieli più alti d'Europa
| Nome                                                 | Città           | Nazione              | Altezza strutturale | Piani | Anno |
| ---------------------------------------------------- | --------------- | -------------------- | ------------------- | ----- | ---- |
| Lakhta Center                                        | San Pietroburgo | Russia               | 462,5               | 87    | 2018 |
| Torre della Federazione torre est                    | Mosca           | Russia               | 373,7               | 95    | 2016 |
| OKO Tower torre sud                                  | Mosca           | Russia               | 354,1               | 85    | 2013 |
| Neva Towers 2                                        | Mosca           | Russia               | 345                 | 79    | 2019 |
| Mercury City Tower                                   | Mosca           | Russia               | 338,8               | 75    | 2013 |
| Varso                                                | Varsavia        | Polonia              | 310                 | 53    | 2020 |
| The Shard                                            | Londra          | Regno Unito          | 309,7               | 87    | 2012 |
| Eurasia                                              | Mosca           | Russia               | 308,9               | 72    | 2013 |
| Città delle Capitali "Mosca"                         | Mosca           | Russia               | 301,6               | 76    | 2010 |
| Skyland İstanbul 1                                   | Istanbul        | Turchia              | 293                 | 65    | 2017 |
| Skyland İstanbul 2                                   | Istanbul        | Turchia              | 293                 | 65    | 2017 |
| Triumph Palace                                       | Mosca           | Russia               | 264,3               | 57    | 2005 |
| Commerzbank Tower                                    | Francoforte     | Germania             | 258,7               | 56    | 1997 |
| Città delle Capitali "San Pietroburgo"               | Mosca           | Russia               | 256,9               | 65    | 2010 |
| Messeturm                                            | Francoforte     | Germania             | 256,6               | 55    | 1990 |
| DC Tower 1                                           | Vienna          | Austria              | 250                 | 60    | 2013 |
| Torre de Cristal                                     | Madrid          | Spagna               | 249,5               | 45    | 2008 |
| Torre Cepsa                                          | Madrid          | Spagna               | 248                 | 45    | 2008 |
| Torre Evoluzione                                     | Mosca           | Russia               | 245,9               | 62    | 2007 |
| OKO Tower torre nord                                 | Mosca           | Russia               | 245                 | 62    | 2007 |
| Torre della Federazione Torre ovest                  | Mosca           | Russia               | 242,4               | 62    | 2007 |
| Edificio principale dell'Università statale di Mosca | Mosca           | Russia               | 240                 | 36    | 1953 |
| Torre Imperia                                        | Mosca           | Russia               | 238,6               | 60    | 2011 |
| Istanbul Sapphire                                    | Istanbul        | Turchia              | 238                 | 54    | 2009 |
| Palazzo della Cultura e della Scienza                | Varsavia        | Polonia              | 237                 | 43    | 1955 |
| Torre PwC                                            | Madrid          | Spagna               | 236                 | 52    | 2008 |
| One Canada Square                                    | Londra          | Regno Unito          | 235,1               | 50    | 1991 |
| Tour First                                           | Parigi          | Francia              | 231                 | 50    | 2011 |
| Torre UniCredit                                      | Milano          | Italia               | 231                 | 35    | 2012 |
| Heron Tower                                          | Londra          | Regno Unito          | 230                 | 46    | 2010 |
| Torre Espacio                                        | Madrid          | Spagna               | 230                 | 57    | 2008 |
| 122 Leadenhall Street                                | Londra          | Regno Unito          | 225                 | 48    | 2014 |
| Warsaw Spire                                         | Varsavia        | Polonia              | 220                 | 49    | 2016 |
| Sky Tower                                            | Breslavia       | Polonia              | 215                 | 51    | 2012 |
| House on Mosfilmovskaya 1                            | Mosca           | Russia               | 213,3               | 54    | 2011 |
| Tour Montparnasse                                    | Parigi          | Francia              | 210                 | 59    | 1972 |
| Iset tower                                           | Ekaterinburg    | Russia               | 209                 | 52    | 2015 |
| Torre Isozaki                                        | Milano          | Italia               | 209                 | 50    | 2014 |
| Grattacielo della Regione Piemonte                   | Torino          | Italia               | 209                 | 42    | 2014 |
| SOCAR Tower                                          | Baku            | Azerbaigian          | 209                 | 42    | 2014 |
| Warsaw Trade Tower                                   | Varsavia        | Polonia              | 208                 | 43    | 1999 |
| Westendtower                                         | Francoforte     | Germania             | 208                 | 53    | 1993 |
| Tower 185                                            | Francoforte     | Germania             | 200                 | 50    | 2011 |
| Main Tower                                           | Francoforte     | Germania             | 200                 | 55    | 1999 |
| Tour Incity                                          | Lione           | Francia              | 200                 | 36    | 2016 |
| 25 Canada Square                                     | Londra          | Regno Unito          | 199,5               | 45    | 2001 |
| 8 Canada Square                                      | Londra          | Regno Unito          | 199,5               | 45    | 2002 |
| Hotel Ucraina                                        | Mosca           | Russia               | 198                 | 34    | 1957 |
| Q22                                                  | Varsavia        | Polonia              | 195                 | 42    | 2016 |
| Majunga Tower                                        | Parigi          | Francia              | 195                 | 45    | 2013 |
| Anthill Residence 1                                  | Istanbul        | Turchia              | 194,5               | 54    | 2011 |
| Anthill Residence 2                                  | Istanbul        | Turchia              | 194,5               | 54    | 2011 |
| Złota 44                                             | Varsavia        | Polonia              | 192                 | 54    | 2012 |
| Vysotsky                                             | Ekaterinburg    | Russia               | 192                 | 50    | 2011 |
| Rondo 1                                              | Varsavia        | Polonia              | 192                 | 40    | 2006 |
| Turning Torso                                        | Malmö           | Svezia               | 190                 | 57    | 2005 |
| Flame Tower 1                                        | Baku            | Azerbaigian          | 190                 | 33    | 2012 |
| Sparrow Hills Torre II                               | Mosca           | Russia               | 188,2               | 49    | 2004 |
| Gran Hotel Bali                                      | Benidorm        | Spagna               | 187                 | 52    | 2002 |
| Tour Total                                           | Parigi          | Francia              | 187                 | 48    | 1985 |
| Trianon                                              | Francoforte     | Germania             | 186                 | 45    | 1993 |
| Tour T1                                              | Parigi          | Francia              | 185                 | 36    | 2008 |
| Tour Areva                                           | Parigi          | Francia              | 184                 | 44    | 1974 |
| Tower 42                                             | Londra          | Regno Unito          | 183                 | 43    | 1980 |
| Tour Granite                                         | Parigi          | Francia              | 183                 | 36    | 2008 |
| Isbank Tower 1                                       | Istanbul        | Turchia              | 181                 | 52    | 2000 |
| Varyap Meridian Grand Tower 2                        | Istanbul        | Turchia              | 180                 | 45    | 2011 |
| 30 St Mary Axe                                       | Londra          | Regno Unito          | 179,8               | 41    | 2003 |
| Tour Gan                                             | Parigi          | Francia              | 179                 | 44    | 1974 |
| Roche Tower                                          | Basilea         | Svizzera             | 178                 | 41    | 2015 |
| Torre Hadid                                          | Milano          | Italia               | 177                 | 44    | 2017 |
| Edelweiss                                            | Mosca           | Russia               | 176                 | 43    | 2003 |
| Edificio residenziale in Kotel'ničeskaja naberežnaja | Mosca           | Russia               | 176                 | 32    | 1952 |
| Aliye Parusa 2                                       | Mosca           | Russia               | 175,6               | 48    | 2003 |
| Torre Libeskind                                      | Milano          | Italia               | 175                 | 30    | 2019 |
| Avaz Twist Tower                                     | Sarajevo        | Bosnia ed Erzegovina | 172                 | 41    | 2007 |
| Sede del Ministero degli affari esteri russo         | Mosca           | Russia               | 172                 | 27    | 1953 |
| Nordstar Tower                                       | Mosca           | Russia               | 171,5               | 42    | 2009 |
| Millennium Tower                                     | Vienna          | Austria              | 171                 | 51    | 1999 |
| Tour Odéon                                           | Monaco          | Monaco               | 170                 | 49    | 2014 |
| Sisli Plaza                                          | Istanbul        | Turchia              | 170                 | 46    | 2007 |
| Opernturm                                            | Francoforte     | Germania             | 170                 | 42    | 2009 |
| Centrum Lim                                          | Varsavia        | Polonia              | 170                 | 43    | 1989 |
| Beetham Tower                                        | Manchester      | Regno Unito          | 169                 | 50    | 2006 |
| Eurovea Tower                                        | Bratislava      | Slovacchia           | 168                 | 45    | 2023 |
| Tekstilkent Plaza 1                                  | Istanbul        | Turchia              | 168                 | 44    | 2000 |
| Tekstilkent Plaza 2                                  | Istanbul        | Turchia              | 168                 | 44    | 2000 |
| Grattacielo Intesa Sanpaolo                          | Torino          | Italia               | 167,25              | 37    | 2015 |
| Tour Alicante                                        | Parigi          | Francia              | 167                 | 37    | 1995 |
| Tour Chassagne                                       | Parigi          | Francia              | 167                 | 37    | 1995 |
| Swissôtel Krasnye Holmy Moscow                       | Mosca           | Russia               | 166,5               | 34    | 2005 |
| Silver Tower                                         | Francoforte     | Germania             | 166                 | 32    | 1978 |
| Maastoren                                            | Rotterdam       | Paesi Bassi          | 165                 | 35    | 2009 |
| Tour du Crédit Lyonnais                              | Lione           | Francia              | 165                 | 42    | 1977 |
| Tour EDF                                             | Parigi          | Francia              | 165                 | 41    | 2001 |
| Iberdrola Tower                                      | Bilbao          | Spagna               | 165                 | 40    | 2011 |
| Broadgate Tower                                      | Londra          | Regno Unito          | 164,3               | 35    | 2007 |
| Selenium Twins 1                                     | Istanbul        | Turchia              | 164                 | 34    | 2008 |
| Selenium Twins 2                                     | Istanbul        | Turchia              | 164                 | 34    | 2008 |
| Gulliver                                             | Kiev            | Ucraina              | 164                 | 35    | 2009 |
| InterContinental Warsaw                              | Varsavia        | Polonia              | 164                 | 45    | 2003 |
| Post Tower                                           | Bonn            | Germania             | 163                 | 42    | 2002 |
| Well House na Leninskom                              | Mosca           | Russia               | 162                 | 46    | 2009 |
| Palazzo Lombardia                                    | Milano          | Italia               | 161,3               | 43    | 2010 |
| Cœur Défense                                         | Parigi          | Francia              | 161                 | 40    | 2001 |
| Cosmopolitan Twarda 2/4                              | Varsavia        | Polonia              | 160                 | 44    | 2013 |
| Edificio residenziale in piazza Kudrinskaja          | Mosca           | Russia               | 160                 | 22    | 1954 |
| Flame Tower 2                                        | Baku            | Azerbaigian          | 160                 | 30    | 2012 |
| 20 Fenchurch Street                                  | Londra          | Regno Unito          | 160                 | 39    | 2014 |

## Grattacieli europei più alti al pinnacolo
Alcuni appassionati di grattacieli preferiscono questa misura, sostenendo che le estensioni possono essere considerate "architettoniche" o meno secondo criteri soggettivi. Tuttavia, molte estensioni non architettoniche (ad esempio antenne radio) possono essere facilmente aggiunte o rimosse dagli edifici senza alterare significativamente lo stile e il design della costruzione, che è visto come la parte più significativa di questi edifici. L'elenco comprende i grattacieli di almeno 200 metri di altezza, ma è soggetto a modifiche a causa della semplicità con cui si possono aggiungere o rimuovere le strutture sovrastanti.
| Nome                                                 | Città       | Nazione     | Altezza totale | Piani | Anno |
| ---------------------------------------------------- | ----------- | ----------- | -------------- | ----- | ---- |
| Torre della Federazione Torre est                    | Mosca       | Russia      | 374            | 95    | 2016 |
| Mercury City Tower                                   | Mosca       | Russia      | 339            | 75    | 2012 |
| Varso Tower                                          | Varsavia    | Polonia     | 310            | 53    | 2020 |
| Shard London Bridge                                  | Londra      | Regno Unito | 309,6          | 87    | 2012 |
| Città delle Capitali                                 | Mosca       | Russia      | 301.6          | 76    | 2010 |
| Commerzbank Tower                                    | Francoforte | Germania    | 300            | 56    | 1997 |
| Torri Naberežnaja C                                  | Mosca       | Russia      | 268.4          | 59    | 2007 |
| Triumph Palace                                       | Mosca       | Russia      | 264            | 57    | 2005 |
| Torre Isozaki                                        | Milano      | Italia      | 262            | 50    | 2015 |
| Istanbul Sapphire                                    | Istanbul    | Turchia     | 261            | 54    | 2009 |
| Città delle Capitali - San Pietroburgo               | Mosca       | Russia      | 257            | 65    | 2010 |
| Messeturm                                            | Francoforte | Germania    | 257            | 55    | 1990 |
| Torre Cepsa                                          | Madrid      | Spagna      | 250            | 45    | 2008 |
| Torre de Cristal                                     | Madrid      | Spagna      | 249            | 45    | 2008 |
| Torre della Federazione Torre ovest                  | Mosca       | Russia      | 242            | 62    | 2007 |
| Main Tower                                           | Francoforte | Germania    | 240            | 55    | 1999 |
| Edificio principale dell'Università statale di Mosca | Mosca       | Russia      | 240            | 36    | 1953 |
| Imperia Tower                                        | Mosca       | Russia      | 239            | 60    | 2011 |
| Torre Sacyr Vallehermoso                             | Madrid      | Spagna      | 236            | 52    | 2008 |
| Torre Espacio                                        | Madrid      | Spagna      | 236            | 57    | 2008 |
| One Canada Square                                    | Londra      | Regno Unito | 235            | 50    | 1991 |
| Torre UniCredit                                      | Milano      | Italia      | 231            | 35    | 2012 |
| Tour First                                           | Parigi      | Francia     | 231            | 50    | 2011 |
| Palazzo della Cultura e della Scienza                | Varsavia    | Polonia     | 237            | 43    | 1955 |
| Heron Tower                                          | Londra      | Regno Unito | 230            | 46    | 2010 |
| House on Mosfilmovskaya 1                            | Mosca       | Russia      | 213.3          | 54    | 2009 |
| Anthill Residence 1                                  | Istanbul    | Turchia     | 210            | 54    | 2011 |
| Anthill Residence 2                                  | Istanbul    | Turchia     | 210            | 54    | 2011 |
| Gran Hotel Bali                                      | Benidorm    | Spagna      | 210            | 52    | 2002 |
| Tour Montparnasse                                    | Parigi      | Francia     | 210            | 59    | 1972 |
| Westendtower                                         | Francoforte | Germania    | 208            | 53    | 1993 |
| Warsaw Trade Tower                                   | Varsavia    | Polonia     | 208            | 43    | 1999 |
| Millennium Tower                                     | Vienna      | Austria     | 202            | 51    | 1999 |
| 25 Canada Square                                     | Londra      | Regno Unito | 200            | 45    | 2001 |
| 8 Canada Square                                      | Londra      | Regno Unito | 200            | 45    | 2002 |

## Grattacieli in costruzione
Questa lista riportata i grattacieli europei in corso di costruzione che raggiungeranno secondo il progetto un'altezza di almeno 160 metri.
| Nome                               | Città                | Nazione     | Altezza | Piani | Anno |
| ---------------------------------- | -------------------- | ----------- | ------- | ----- | ---- |
| Akhmat Tower                       | Grozny               | Russia      | 435     | 102   |      |
| One Tower                          | Mosca                | Russia      | 405     | 101   | 2024 |
| Millennium Tower                   | Francoforte sul Meno | Germania    | 369     | 104   |      |
| Hermitage Plaza 1                  | Parigi               | Francia     | 323     | 92    | 2024 |
| Hermitage Plaza 2                  | Parigi               | Francia     | 323     | 92    | 2024 |
| Neva Towers 1                      | Mosca                | Russia      | 302     | 62    | 2020 |
| 22 Bishopsgate                     | Londra               | Regno Unito | 287     | 62    | 2020 |
| Capital Tower 1                    | Mosca                | Russia      | 262     | 65    | 2020 |
| Capital Tower 2                    | Mosca                | Russia      | 262     | 65    | 2020 |
| Capital Tower 3                    | Mosca                | Russia      | 262     | 65    | 2020 |
| Neskuchny Home & SPA               | Mosca                | Russia      | 262     | 69    |      |
| Karlatornet                        | Göteborg             | Svezia      | 275     | 75    | 2022 |
| Spire London                       | Londra               | Regno Unito | 235     | 67    |      |
| Landmark Pinnacle                  | Londra               | Regno Unito | 233     | 75    |      |
| Çiftçiler Zincirlikuyu 2           | Istanbul             | Turchia     | 204     | 46    | 2014 |
| Sky Towers                         | Kiev                 | Ucraina     | 210     | 47    | 2012 |
| Roche Tower (Bau 2)                | Basilea              | Svizzera    | 205     | 50    | 2021 |
| Spine Tower                        | Istanbul             | Turchia     | 202     | 56    | 2013 |
| Residencial In Tempo               | Benidorm             | Spagna      | 200     | 52    | 2012 |
| Tour Incity                        | Lione                | Francia     | 200     | 39    | 2013 |
| Özdilek Plaza 1                    | Istanbul             | Turchia     | 195     | 38    | 2012 |
| Tricolor                           | Mosca                | Russia      | 194     | 58    | 2012 |
| Mirax-Plaza                        | Mosca                | Russia      | 193     | 47    | 2012 |
| Mirax-Plaza                        | Kiev                 | Ucraina     | 192     | 46    | 2012 |
| Continental                        | Mosca                | Russia      | 191     | 50    | 2012 |
| European Central Bank Headquarters | Francoforte          | Germania    | 185     | 45    | 2014 |
| Ronesans Tower                     | Istanbul             | Turchia     | 185     | 36    | 2013 |
| St George's Wharf Tower            | Londra               | Regno Unito | 181     | 49    | 2014 |
| My Towerland Torre A               | Istanbul             | Turchia     | 181     | 52    | 2013 |
| Cajasol Tower                      | Siviglia             | Spagna      | 178     | 40    | 2012 |
| Balaklava BayFront Plaza           | Sebastopoli          | Ucraina     | 173     | 45    | 2011 |
| Ak-Asya Shopping Center and Tower1 | Istanbul             | Turchia     | 172.6   | 40    | 2013 |
| Ak-Asya Shopping Center and Tower2 | Istanbul             | Turchia     | 172.6   | 40    | 2013 |
| Taunusturm                         | Francoforte          | Germania    | 170     | 40    | 2013 |
| Zorlu Levent Tower                 | Istanbul             | Turchia     | 170     | 42    | 2013 |
| Özdilek Plaza 2                    | Istanbul             | Turchia     | 170     | 37    | 2013 |
| CLA Invest                         | Breslavia            | Polonia     | 170     | 44    | 2012 |
| DC Towers 2                        | Vienna               | Austria     | 168     | 46    | -    |
| MCTT                               | Mosca                | Russia      | 167     | 42    | 2015 |
| Tour Carpe Diem                    | Parigi               | Francia     | 166     | 32    | 2012 |
| Sky Towers                         | Kiev                 | Ucraina     | 165     | 46    | 2012 |
| ENK complex                        | Pristina             | Kosovo      | 165     | 42    | 2014 |
| Varyap Meridian Grand Tower 3      | Istanbul             | Turchia     | 164     | 41    | 2011 |
| Soyak Tower                        | Istanbul             | Turchia     | 160     | 35    | 2012 |
| EXEN Plaza                         | Istanbul             | Turchia     | 160     | 44    | 2011 |
| Tour D2                            | Parigi               | Francia     | 160     | 37    | 2013 |
| Perspolis                          | Minsk                | Bielorussia | 160     | 39    | 2014 |

## Edifici industriali
Diversi edifici industriali in Europa hanno un'altezza maggiore di 160 metri. Le ciminiere sono incluse sia quando sono situate sul tetto dell'edificio che quando hanno proprie strutture separate.
| Nome                                              | Città                         | Nazione  | Altezza | Anno | Note                                           |
| ------------------------------------------------- | ----------------------------- | -------- | ------- | ---- | ---------------------------------------------- |
| Centrale termoelettrica di Trbovlje               | Trbovlje                      | Slovenia | 360     | 1976 |                                                |
| Centrale termica Endesa Termic di Endesa          | As Pontes de García Rodríguez | Spagna   | 356     | 1974 |                                                |
| Centrale termoelettrica EP                        | Tavazzano                     | Italia   | 280     | 1969 | Ciminiera sul tetto.                           |
| TE Rijeka                                         | Buccari                       | Croazia  | 250     | 1978 | Ciminiera sul tetto.                           |
| Stadtwerketurm                                    | Duisburg                      | Germania | 200     | 1974 | Ciminiera sul tetto (altezza tetto: 65 metri). |
| Irsching Power Plant                              | Vohburg an der Donau          | Germania | 200     | 1974 | Ciminiera sul tetto.                           |
| RWE-Power Plant Grevenbroich-Neurath              | Neurath                       | Germania | 173     | 2010 |                                                |
| Boilerhouse of Unit K of Niederaussem Power Plant | Bergheim                      | Germania | 172     | 2002 |                                                |
| Schwarze Pumpe Power Plant                        | Spremberg                     | Germania | 161     | 1998 |                                                |
| Marbach III Power Plant                           | Marbach                       | Germania | 160     | 1974 | Ciminiera sul tetto.                           |